# Jozef Šturdík
Jozef Šturdík (13. března 1920 Križovany nad Dudváhom – 14. listopadu 1992 Bratislava) byl slovenský grafik, ilustrátor a malíř.

## Život
Studoval na SVŠT (dnešní Slovenská vysoká škola technická) u Jána Mudrocha v letech 1939–1941, poté (1943–1945) na akademii ve Vídni u Böckela a Fahringera. Poté působil jako asistent kreslení na SVŠT v letech 1945–1949, poté svobodný malíř.
Začínal jako malíř-krajinář impresivního realismu, který po celý život vyvíjel směrem k osobitému lyrismu. Záhy začal pracovat s figurou i zátišími. Pracoval s technikami uhlu, pastelu a kombinovanými technikami. Přes zájmy literární a hudební se dostal k ilustraci slovenských, českých (Máchův Máj) a světových básníků, sám psal básně (za jeho života vyšla sbírka Polokružie).